# Thomas Buergenthal
Thomas Buergenthal, född 11 maj 1934 i Ľubochňa i dåvarande Tjeckoslovakien (i nuvarande Slovakien), död 29 maj 2023 i Miami, Florida, var en tjeckoslovakiskfödd amerikansk jurist inom internationell rätt som tjänstgjorde som domare i Internationella domstolen i Haag 2000–2010.

## Biografi
Thomas Buergenthal, son till tysk-judiska föräldrar som hade flyttat från Tyskland till Tjeckoslovakien 1933, växte upp i det judiska gettot i Kielce, Polen och senare i koncentrationslägren i Auschwitz och Sachsenhausen. Efter kriget återförenades han med sin mor och bodde med henne i Göttingen.
Den 4 december 1951 emigrerade han från Västtyskland till USA. Han studerade på Bethany College of West Virginia (examen 1957), doktorerade i juridik på New York University Law School 1960.
Buergenthal är specialist på internationell rätt och mänskliga rättigheter. Sedan 2000 är han domare vid den Internationella domstolen i Haag. Innan detta har han innehaft poster som domare i ett antal internationella organ, bland annat FN:s kommitté för de mänskliga rättigheterna, FN:s sanningskommission i El Salvador, Interamerikanska utvecklingsbanken och Interamerikanska domstolen för mänskliga rättigheter.
Buergenthal är författare till mer än ett dussin böcker och ett stort antal artiklar om internationell rätt och mänskliga rättigheter.
Norrmannen Odd Nansen som stöttade Buergenthal i Sachsenhausen skrev en bok om honom med titeln Tommy.
Buergenthal tilldelades år 2008 Gruber Prize for Justice för hans bidrag i kampen för mänskliga rättigheter i olika delar av världen, framförallt i Latinamerika.